# 噴泉修道院
噴泉修道院（英語：Fountains Abbey）位于英國北约克郡里彭西南约3英里（4.8），埃尔德菲尔德村（Aldfield）附近，建立于1132年，直到1539年亨利八世解散修道院運動中被迫關閉。噴泉修道院為英国最大及保存最完好的熙笃会僧院遗址，屬於英国一级登录建筑，由国家名胜古迹信托管理。噴泉修道院连同斯塔德利皇家公园一同被联合国教科文组织列入世界遗产名录。

## 历史

### 公元13世纪前
1132年，在约克郡的本笃会机构——圣玛丽修道院发生暴乱之后，13名修道士被开除出了修道院。他们离开修道院后受到约克大主教赛斯坦的庇护，赛斯坦在斯凯勒河（the River Skell）岸的山谷里为他们提供了一块土地。依山伴水的山谷里有着修建一座新修道院所具备的天然条件—石料、木材和丰富的水资源。在经历了1133年严冬之后，修道士们开始遵循熙笃会教条，并且在1135年成立了北英格兰地区第二个熙笃会机构。之后这些修道士们归属克莱尔沃修道院（Clairvaux Abbey），在杰弗里的指导下，修道士们学会了如何做七时课、如何遵循熙笃会建筑方式来修建木结构建筑。
1143年，在亨利·马达克被选为修道院院长后，重建了一座小型石制教堂和一座木结构修道院。在接下的三年，教堂内部又修建中殿。此时，修道院主体建设已经完成，整体是用石料和瓦顶构成。
在1146年，由于修道院院长马达克反对威廉·菲茨赫伯特（William FitzHerbert）当选约克大主教，一些民众被惹恼了，这些暴民袭击了修道院，除了教堂和周边的一些建筑，修道院完全被烧毁。冲突过后，修道院被迅速重建并且另外新成立了4个姊妹机构。1147年，亨利·马达克不再担任修道院院长，而是成为了约克大主教，从而莫里斯（Maurice）成为了院长。莫里斯辞职后索罗尔德（Thorald）接替了院长的位置。索罗尔德担任院长两年后受到了亨利·马达克的胁迫而辞职。其后，理查德（Richard）担任了院长一直到1170年其去世。在理查德担任院长时，修道院保持了稳定繁荣的态势。在20余年任职院长期间，他亲自监督了所有的修建工程，包括了重建损坏的教堂，修建更多的宿舍来满足日益增加的新来者。只有牧师会礼堂在理查德去世前完工，其他未完成的工程在其继任者罗伯特（Robert of Pipewell）的监督下陆续完成了，罗伯特担任院长期间，致力于照顾穷人，为修道院赢得了美名。
1180年-1190年，威廉（William of Newminster）担任院长，其继任者是拉尔夫·哈艮特（Ralph Haget）。哈艮特进入修道院之前一直在军队，30岁时才作为新人加入修道院。在1194年欧洲大饥荒时期，哈艮特下令在修道院周围修建了许多庇护所，为穷人提供了每天的饮食，这一举动使修道院名声更好，而且也吸引了许多富豪们的捐赠。

### 公元13世纪后
在13世纪上半叶，噴泉修道院在这三位院长的领导下的声望大增而且繁荣稳定，约克的约翰（John of York，1203–1211）、赫斯尔的约翰（John of Hessle，1211–1220）、肯特的约翰（John of Kent，1220–1247）。他们日夜操劳于修道院行政事务，而且增加了税收以扩建修道院。在13世纪下半叶，修道院的经济情况开始变得拮据。在经历11任院长后，修道院的财政出现了问题，这很大程度上归咎于修道院预售羊毛产品。1294年，大主教约翰·罗梅（John Romeyn）来访问修道院时批评了修道院追求物质享受的状态。14世纪早期，灾难降临了，北英格兰地区遭到了苏格兰的入侵，并且被后者吞并，从此修道院被征收了各种苛捐杂税。这场灾难的高潮是1349年爆发的黑死病。瘟疫的席卷造成的大量的人力财力损失，这在当时几乎是一次毁灭性的打击。
1378年-1409年的天主教会大分裂造成了一次更大的混乱。英国熙笃会机构包括噴泉修道院与支持对立教皇的仁爱修会彻底决裂，这一举动使双方在政治上都两败俱伤。1410年，在院长伯利（Burley）去世后，修道院在动荡中选举出了继任者。最有希望的候选人是约翰·里彭（John Ripon）和罗杰·弗兰克（Roger Frank），最终约翰·里彭获得了选举的胜利，成为了院长一直持续到1434年。在约翰·格林威尔（John Greenwell，1442–1471）、托马斯·斯温顿（Thomas Swinton，1471–1478）、约翰·达恩顿（John Darnton，1478–1495）担任院长期间重建了修道院内的建筑。马默杜克·胡比（Marmaduke Huby，1495–1526）任职院长期间噴泉恢复了往日的稳定和繁荣。
当马默杜克去世后，威廉·斯克（William Thirsk）成为了其继任者。威廉·斯克后来被皇家委员会（the royal commissioners）指控不道德，最终被开除，由马默杜克·布兰得利（Marmaduke Bradley）接替了位置。1539年，布兰得利在亨利八世时期的解散修道院风波中屈服，最终修道院解散。
| 姓名                                   | 任职时间  | 姓名                              | 任职时间  | 姓名                                 | 任职时间        | 姓名                                   | 任职时间  |
| -------------------------------------- | --------- | --------------------------------- | --------- | ------------------------------------ | --------------- | -------------------------------------- | --------- |
| 理查德（Richard）                      | 1132–1139 | 赫斯尔的约翰（John of Hessle）    | 1211–1220 | 亨利·奥特利（Henry Otley）           | 1289?–90        | 约翰·里彭（John Ripon）                | 1416–1434 |
| 理查德二世（Richard （II））           | 1139–1143 | 肯特的约翰（John of Kent）        | 1220–1247 | 罗伯特·桑顿（Robert Thornton）       | 大约1289–1290   | 汤玛斯·帕斯勒（Thomas Paslew）         | 1434–1443 |
| 亨利·马达克亨利·马达克（Henry Murdac） | 1144–1147 | 史蒂芬（Stephen of Easton）       | 1247–1252 | 罗伯特·毕晓普顿（Robert Bishopton）  | 大约1290/1-1311 | 约翰·马丁（John Martin）               | 1442      |
| 莫里斯（Maurice）                      | 1147–1148 | 威廉（William of Allerton）       | 1252–1258 | 威廉·瑞格顿（William Rigton）        | 1311–1316       | 约翰·格林威尔（John Greenwell）        | 1442–1471 |
| 索罗尔德（Thorold）                    | 1148–1150 | 亚当（Adam）                      | 1258–1259 | 沃特·考克斯沃德（Walter Coxwold）    | 1316–1336       | 托马斯·斯温顿（Thomas Swinton）        | 1471–1478 |
| 理查德三世（Richard （III））          | 1150–1170 | 亚历山大（Alexander）             | 1259–1265 | 罗伯特·克普格罗夫（Robert Copgrove） | 1336–1346       | 约翰·达恩顿（John Darnton）            | 1479–1495 |
| 罗伯特（Robert of Pipewell）           | 1170–1180 | 雷金纳德（Reginald）              | 1267      | 罗伯特·芒克顿（Robert Monkton）      | 1346–1369       | 马默杜克·胡比（Marmaduke Huby）        | 1495–1526 |
| 威廉（William of Newminster）          | 1180–1190 | 彼得·艾林（Peter Ayling）         | 1275–1279 | 威廉·克威尔（William Gower）         | 1369–1384       | 威廉·斯克（William Thirsk）            | 1526–1436 |
| 拉尔夫·哈艮特（Ralph Haget）           | 1190–1203 | 尼古拉斯（Nicholas）              | 1279      | 罗伯特·伯利（Robert Burley）         | 1383–1410       | 马默杜克·布兰得利（Marmaduke Bradley） | 1536–1439 |
| 约克的约翰（John of York）             | 1203–1211 | 亚当·兰夫沃斯（Adam Ravensworth） | 1280–1284 | 罗格·弗兰克（Roger Frank）           | 1410            |                                        |           |

## 建筑

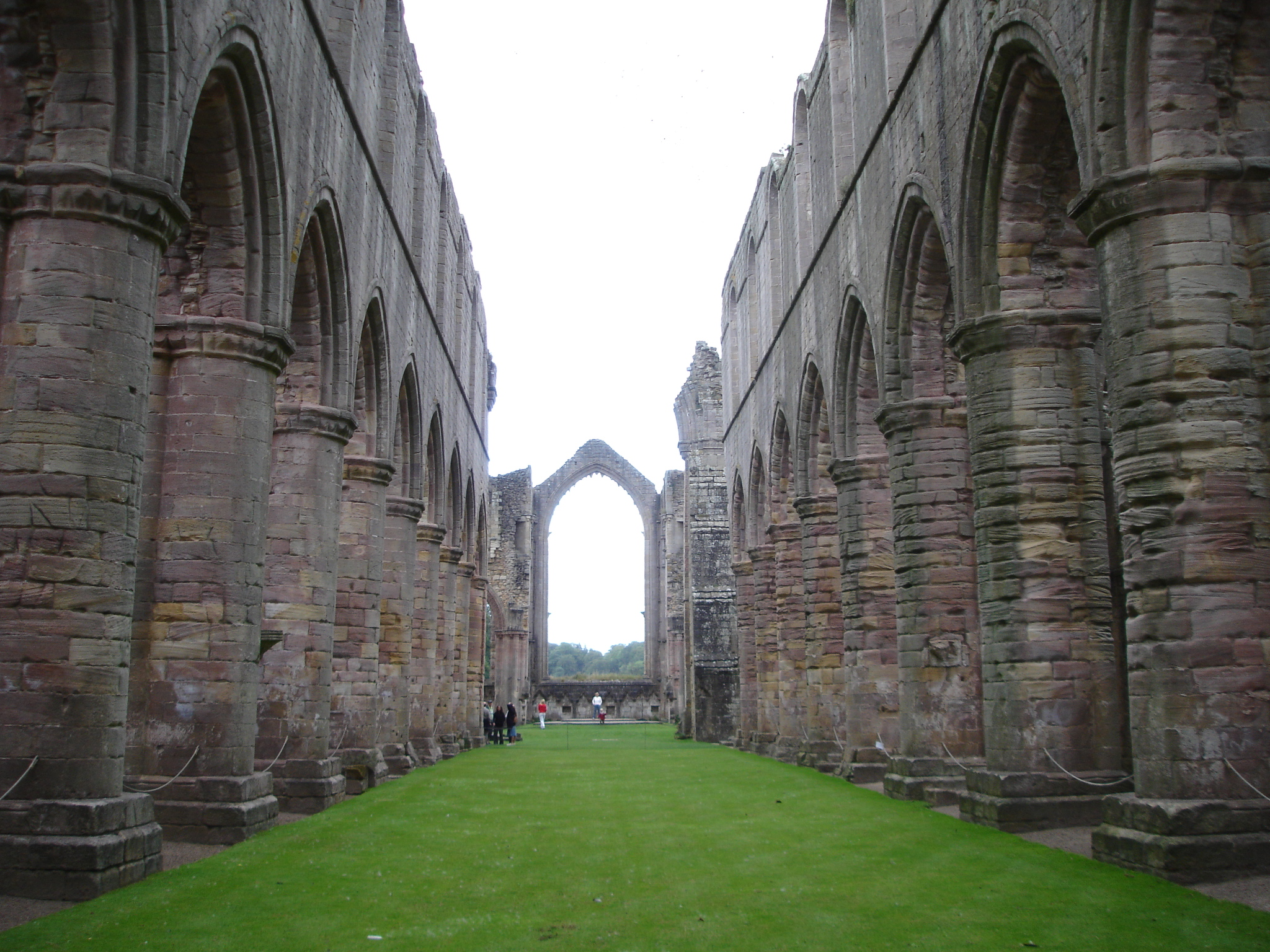
修道院内部

噴泉修道院占地70英畝（28公頃），13世纪建立的围墙高度为11-英尺（3.4-）。修道院从西到东被斯凯勒河（the River Skell）分割成了三个区域，中部庭院的建筑一直延伸到了河岸，外部庭院用于工业、农业的房屋建立在河道南岸。随着时间推移，修道院内的建筑也日益增加，这也导致了建筑风格偏离了正统的熙笃会风格。墙外则是修道院的农场。
1132年修道院开始修建时，在杰弗里（Geoffrey of Clairvaux）的指导下建立双层木结构教堂。后来，这座教堂被石料结构教堂所替代了。最初的十字型教堂主厅在1146年的大火中被严重毁坏，后来在原址重建了一个更大的主厅。
这个主厅的主体结构在1170年左右完工，其长度为300-英尺（91-）。在12世纪晚期，在教堂的十字路口又新建了一座灯塔。在13世纪，在教堂的东底部重新改造了神父的宅邸.1203-1211年，约克的约翰院长（John of York）在位期间，扩大了教堂的十字型东翼部唱诗班的规模，其继任者仍然继续此工作。1494-1526年，胡比院长在位期间，修道院又新建了一座160-英尺（49-）的高塔，但没过多久修道院就被迫解散了。这座高塔位于教堂的十字型北翼，上面刻着胡比的格言：尊贵、荣耀归于真神
（Soli Deo Honor et Gloria。）圣器室靠近于教堂的十字型南翼。修道院的回廊由黑色大理石和白色砂岩构成，其位于修道院的中部，教堂的南部。
噴泉修道院的院长室是整个英格兰地区最大的一个，其位于厕所的东边，一部分结构建在斯凯勒河上。院长室建立于12世纪中期，是一座端庄单层建筑。从14世纪开始经历了各种改造后，到16世纪，院长室已经成为了一个座大住宅，里面有豪华的窗户和大壁炉。大厅的面积已经达到了52乘21（171乘69英尺）

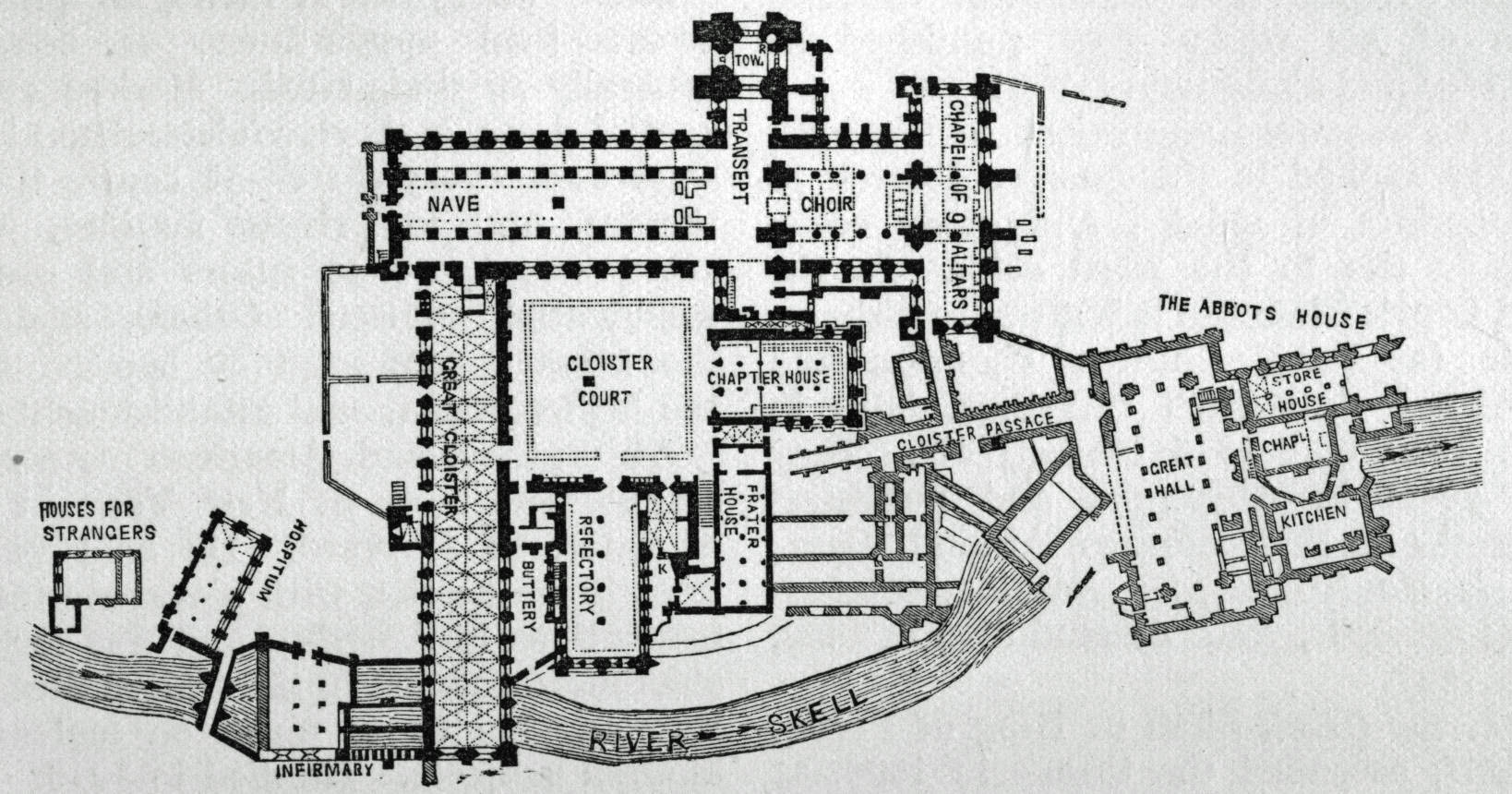
噴泉修道院平面图

## 捐赠与财政
欧洲中世纪的修道院依靠租赁土地来维持运营。这些土地都是由其创始人或者其他的资助人捐赠，也有一些是直接捐赠现金。在早期，熙笃会的教条中禁止现金捐赠，因为这不符合他们的信仰，而且认为这玷污了教会的纯洁。约克大主教赛斯坦（Thurstan）创建了修道院，他在 萨顿（Sutton）北部和海勒沙尔（Herleshowe）分别为了修道院捐赠了260英畝（110公頃）和200英畝（81公頃）土地。早在成立之初，修道院只能为维持运营而苦苦挣扎，因为修道院没有得到其他的捐赠，此时，赛斯坦不能进一步提供帮助了，因为此时的土地已经不归赛斯坦所有，而是教区房产的一部分。在经历几年贫困潦倒之后，约克座堂的前任大主教休（Hugh）加入了噴泉修道院，此人是一个大富豪，他为修道院带来了一大笔财富，随之而来的是大批家具和书籍，图书馆也在此时建立了。
1135年，修道院获得了南斯坦利（South Stainley）260英畝（110公頃）的土地，捐赠者是来自纳尔斯伯勒（Knaresborough）的尤斯塔斯·菲兹约翰（Eustace fitzJohn）。在1146年大火后不久，修道士们萨顿（Sutton）、凯顿（Cayton）、北考顿（North Cowton）、达克雷（Dacre）、沃斯尔（Warsill）和奥尔德勃勒（Aldborough）建立了自己的农场，这些地方都离噴泉修道院不过6英里。1140年代修道院的水磨坊建立了，从农场收获的粮食就能在修道院内加工。
在1140年至1160年和1174年至1175年，这两个时期内噴泉修道院从零碎的土地收购中获得了大量的地产。其中有部分土地是由资助人捐赠，其他的部分的土地则是通过直接购买所得。1203年后，噴泉修道院院长将那些距离太远的土地用来出租，因为距离过远修道士们也很难去管理那边的土地。他们还通过交易土地来扩充自己的地产。1265年，修道院在约克郡和更远的地方持有大量的土地，这些土地为修道院带来了大量的财富。他们在约克、亚姆、格里姆斯比、斯卡伯勒和波士顿(林肯郡)都有财产，涉及到外贸、采矿、采石、熔炼、渔业、粮食加工等行业。
1314年爆发的班诺克本之战是导致修道院衰退的一个关键点。从英格兰地区北部到约克南部都被苏格兰人洗劫，这导致了修道院内的新人急剧下降。1535年，噴泉修道院在138个村庄都有产业，当年总收入为1115英镑，此时的噴泉修道院是英格兰地区最富有的熙笃会修道院。

## 后僧侣时代的发展
1540年10月1日，修道院所有的建筑以及500英畝（200公頃）土地被皇室出售给了伦敦商人理查德·格雷沙姆，理查德是伦敦皇家交易所的创始人托马斯·格雷沙姆的父亲。之后，格雷沙姆出售了一部分建筑、石料和土地来弥补购买修道院时所支付的费用。1597年，斯蒂芬·普洛克特（Stephen Proctor）用修道院的建材修建了噴泉会堂。之后，噴泉的主人威廉·艾斯拉比将修道院和斯塔德利皇家公园结合起来，形成一个整体。噴泉修道院考古发掘工作是在约翰·理查德·沃尔布莱的主持下开始的，约翰是里彭的一名古董商人，在1846年还发表过一遍论文——《清理噴泉修道院的必要性》（On the Necessity of clearing out the Conventual Church of Fountains）。1966年，修道院是由环境部来管理。1974年，修道院及周边地产转移到北约克郡议会旗下。1983年英国国家名胜估计信托买下了噴泉修道院和斯塔德利皇家公园的地产，总面积达到674-英畝（273-公頃）。

### 世界遗产
1986 年，联合国教科文组织正式授予了噴泉修道院“世界遗产”的称号。它被授予此称号无可非议：显现了人类创作天赋的杰作，是展现人类历史重要阶段的极佳建筑 案例。修道院目前由英国国家名胜古迹信托管理。

### 电影外景地
在1981年12月，噴泉修道院作为外景地出现在夜半行军乐团所录制的单曲《Maid of Orleans (The Waltz Joan of Arc)》的MV中。1980年，好莱坞在修道院内拍摄电影《天魔3》中的最后的一个场景。其他如电影，《秘密花园》、《历史系男生》，电视剧《不列颠的故事》等都曾在噴泉修道院取景。

## 图片

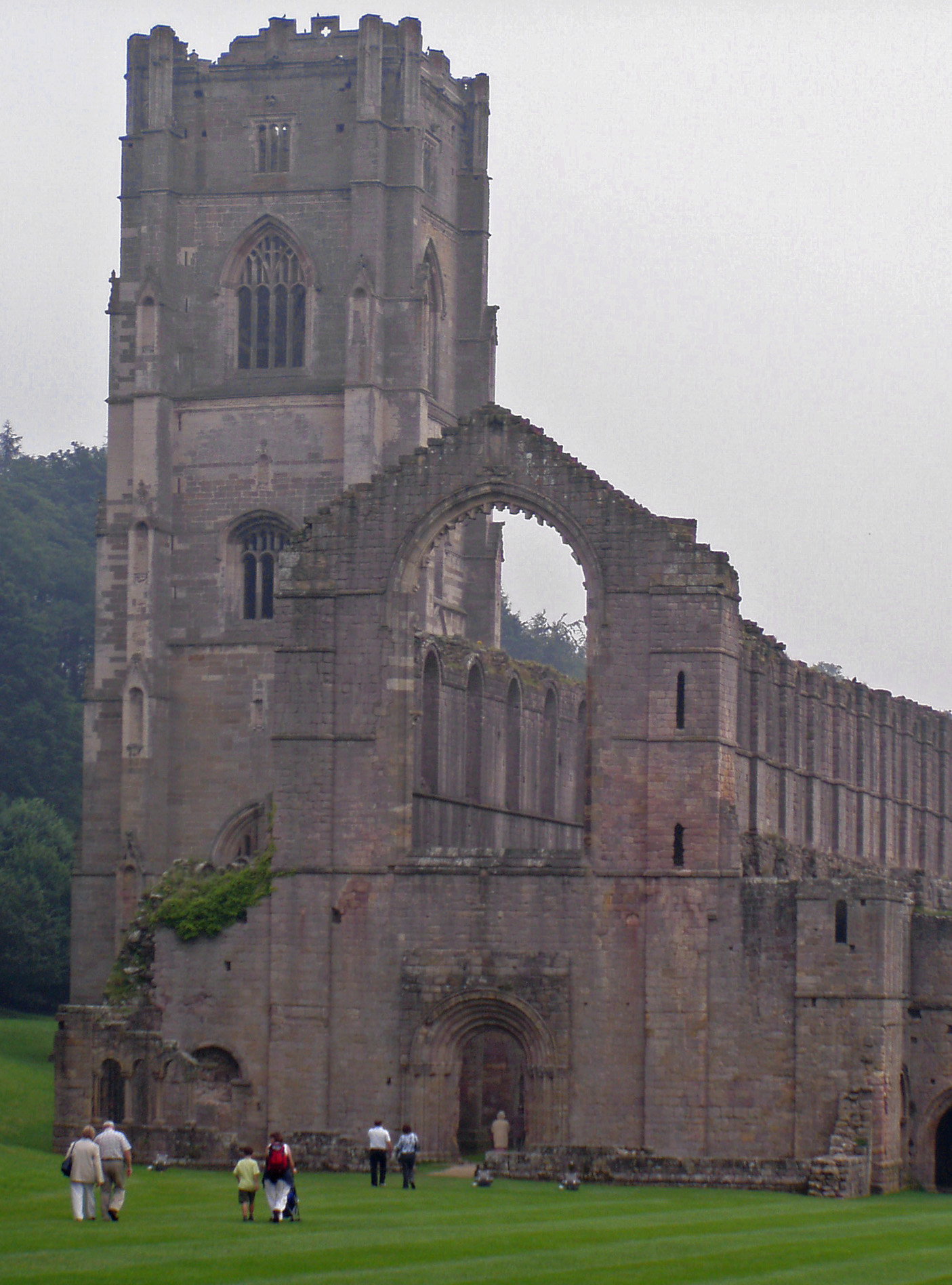
噴泉修道院外观
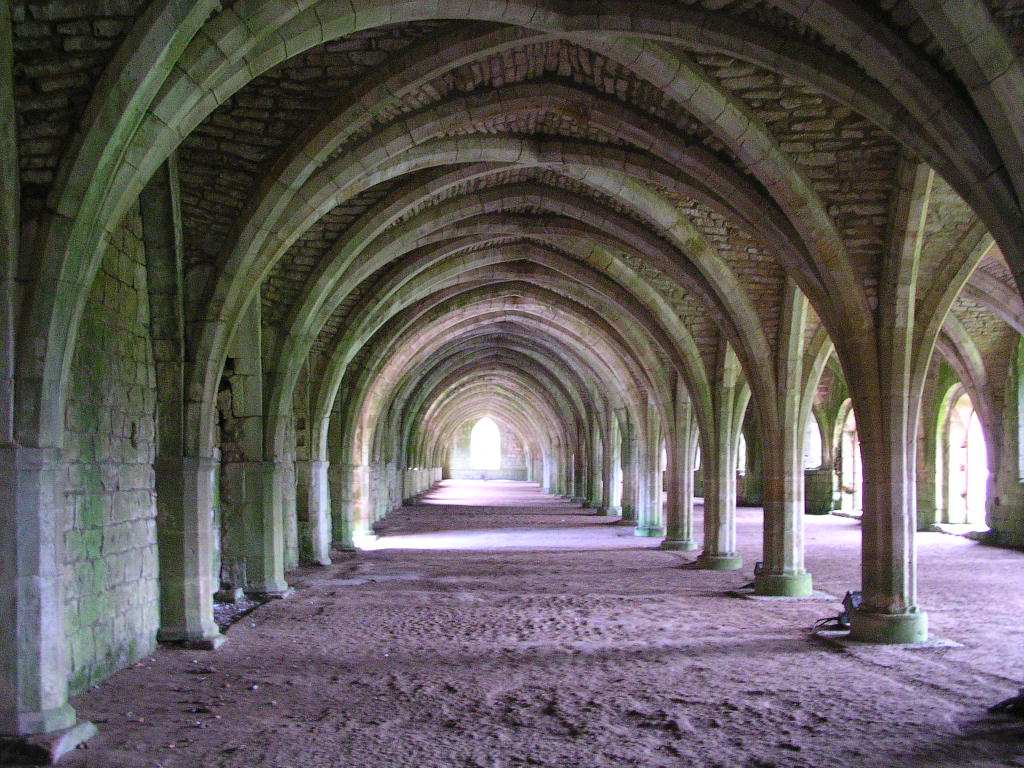
僧侣食堂
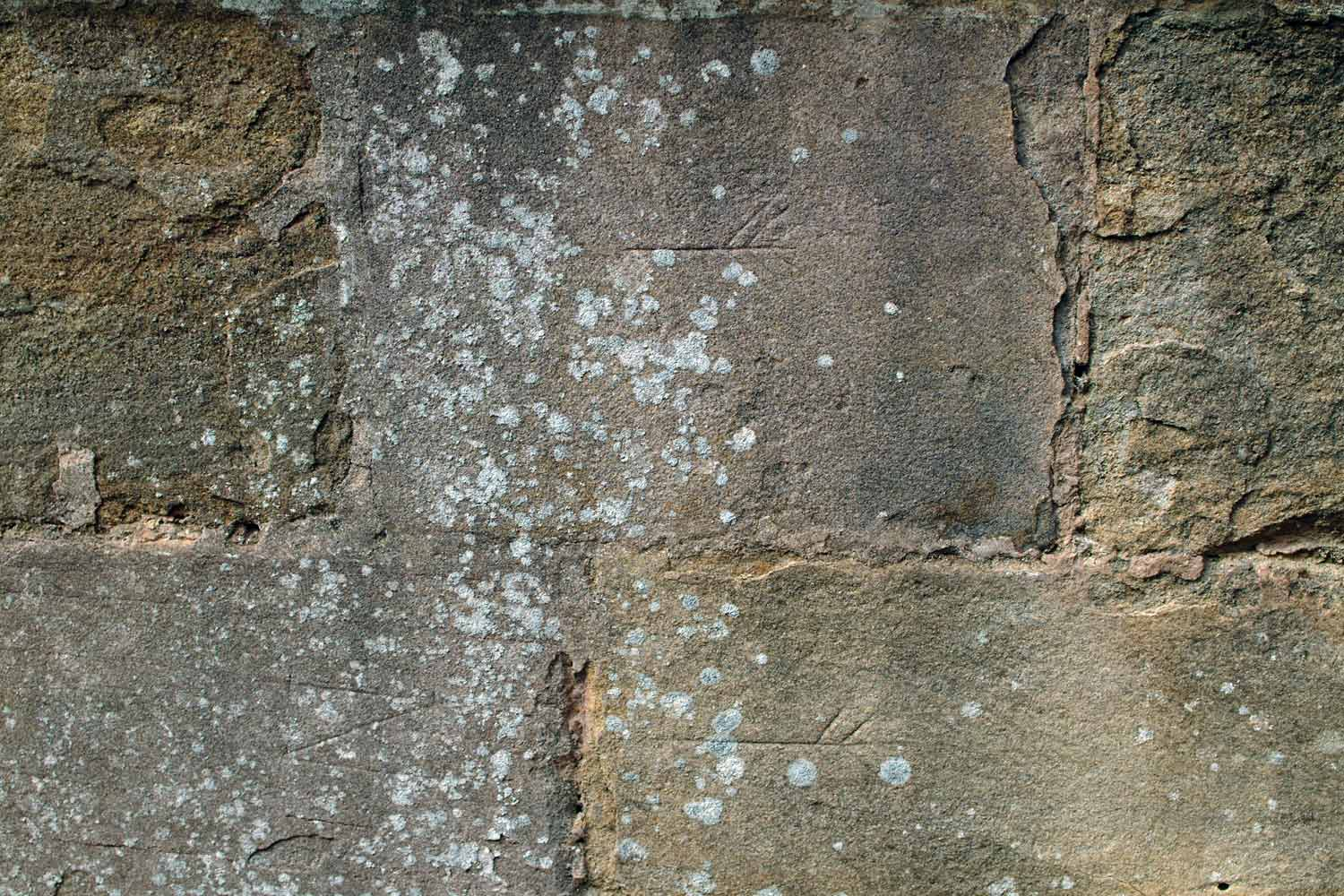
图书馆墙上的石块
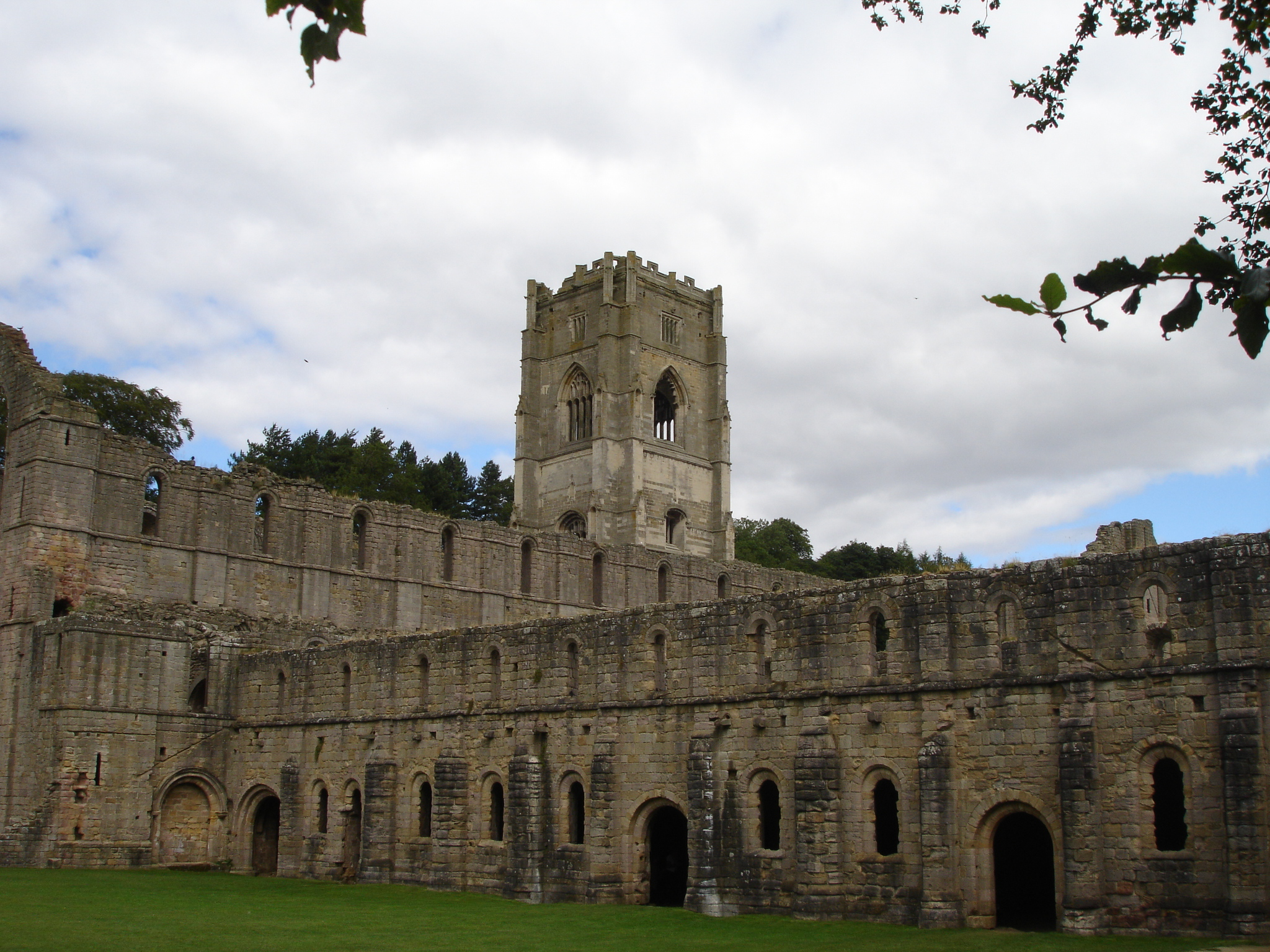
修道院外景